# Музей мініатюрних книг
Музей мініатюрної книги (азерб. Miniatur Kitab Muzeyi) — єдиний у світі музей мініатюрної книги, розташовується в старій частині міста Баку, що називається «Ічері Шехер». Почав функціонували 2 квітня 2002 року.

## Засновниця
Експонати, виставлені в музеї, були зібрані сестрою Заріфі Таїрою Салаховою протягом майже 30-ти років. Її особиста колекція становить 6500 книг з 64 країн світу.

## Характеристика музею
У музеї зібрані мініатюрні книги, видані як в дореволюційній Росії, так і за радянських часів. Крім того, в експозиції музею є книги видані в Молдові, Грузії, Україні, Білорусі, з республік Середньої Азії, а також Європи.
У фондах музею є рідкісні видання К. І. Чуковського, А. Л. Барто, М. В. Гоголя, Ф. М. Достоєвського. Твори А. С. Пушкіна.
У музеї експонуються мініатюрні книги творів відомих азербайджанських класиків, таких як Вагіф, Хуршідбану Натаван, Нізамі Гянджеві, Насимі, Фізулі, Вургун Самед, Мірза Фаталі Ахундов та інші.

## Експозиція музею

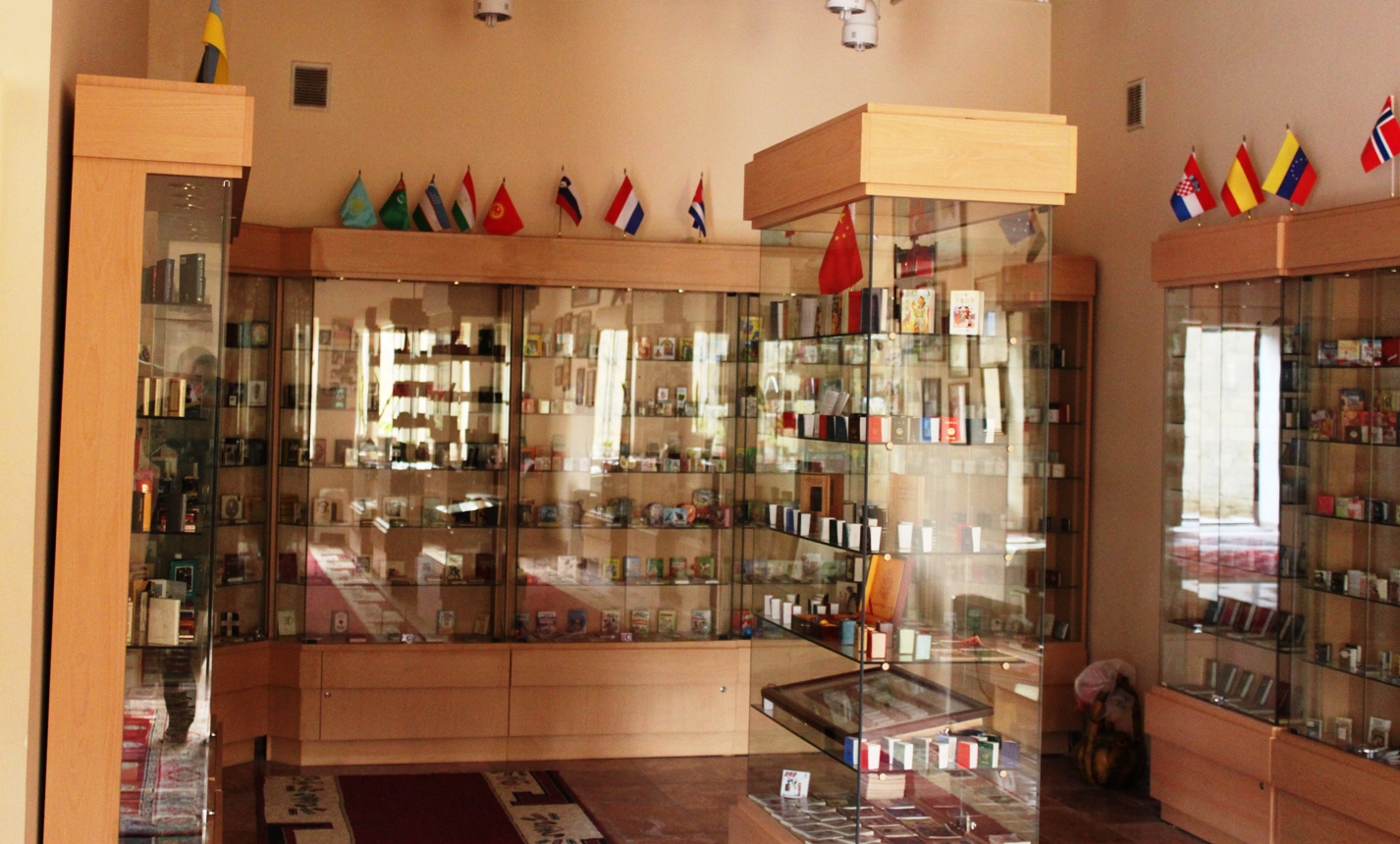
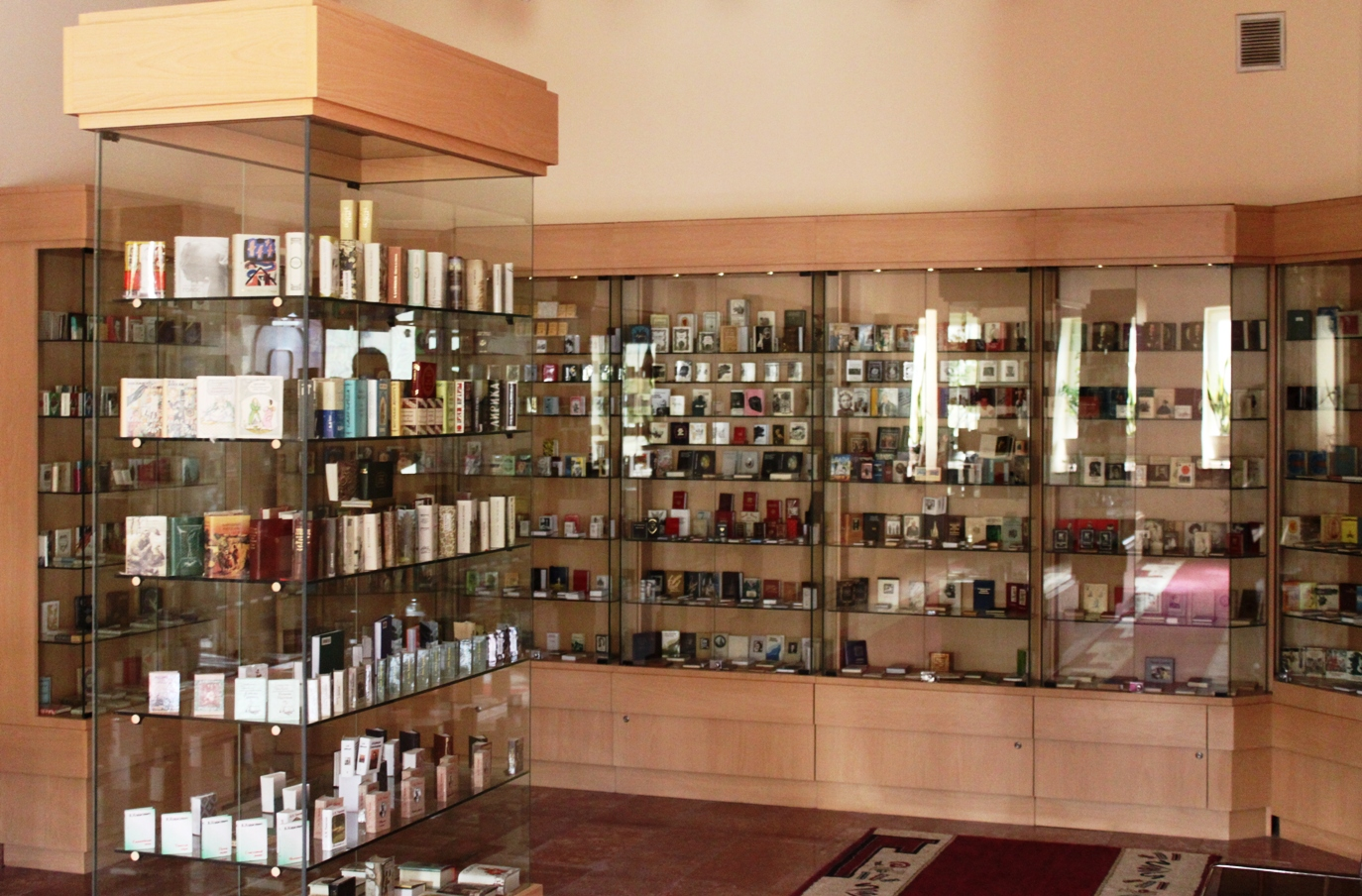
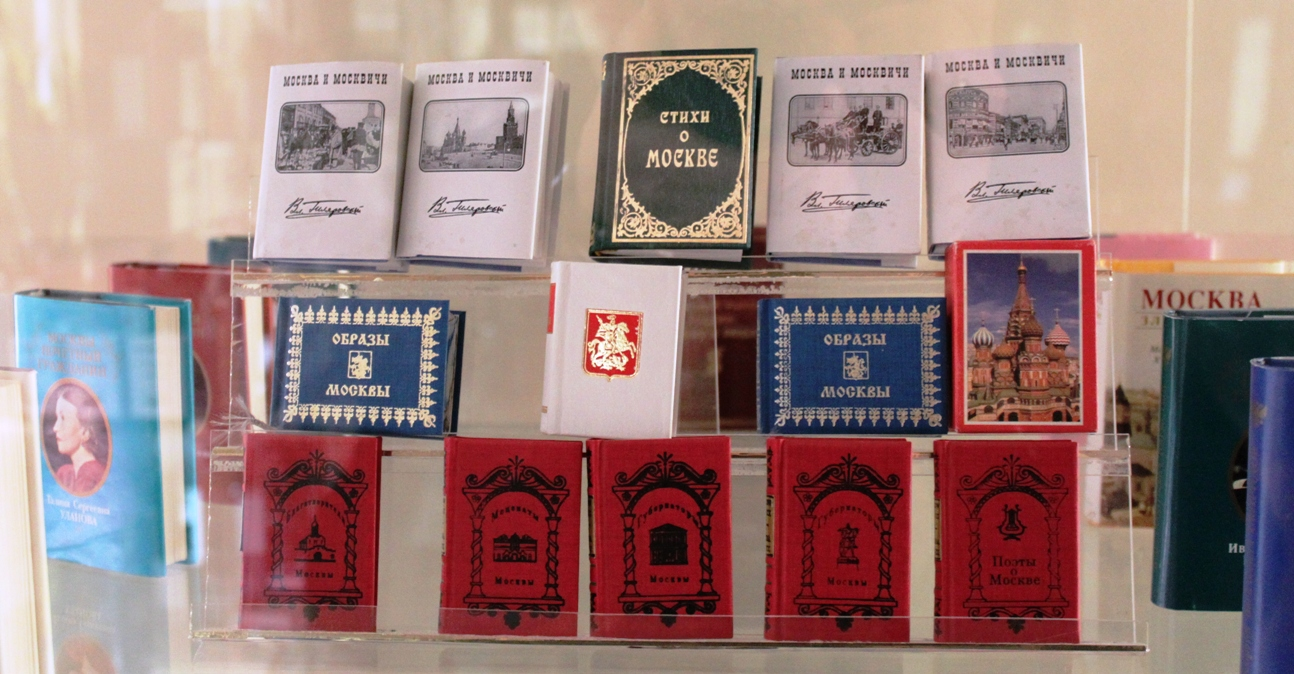

## Виноски
1. ↑  Журнал «Бібліотечна справа» — Новини [Архівовано 25 лютого 2009 у Wayback Machine.] (рос.)
2. ↑  Музей мініатюрної книги працює в Баку [Архівовано 12 липня 2012 у Archive.is] (рос.)
3. ↑  Збірник статей про музей мініатюрної книги Заріфи Салахової [Архівовано 7 квітня 2012 у Wayback Machine.] (рос.)